# Supercoupe du Portugal féminine de volley-ball
La Supercoupe du Portugal de volley-ball féminin est une compétition de volley-ball qui opposait le champion du Portugal au vainqueur de la coupe du Portugal. Elle a été créée en 1989.

## Palmarès
| Année   | Vainqueur                | Score                                     | Finaliste                |
| ------- | ------------------------ | ----------------------------------------- | ------------------------ |
| 1989    | Leixões SC               |                                           |                          |
| 1990    | CR Estrelas Avenida      |                                           |                          |
| 1991    | CR Estrelas Avenida      |                                           |                          |
| 1992    | Leixões SC               |                                           |                          |
| 1993    | Boavista FC              |                                           |                          |
| 1994    | Boavista FC              |                                           |                          |
| 1995    | Castelo Maia GC          |                                           |                          |
| 1996    | Castelo Maia GC          |                                           |                          |
| 1997    | Castelo Maia GC          |                                           |                          |
| 1998    | Castelo Maia GC          |                                           |                          |
| 1999    | Castelo Maia GC          |                                           |                          |
| 2000    | Castelo Maia GC          |                                           |                          |
| 2001    | Boavista FC              |                                           |                          |
| 2002-14 | compétition non disputée | compétition non disputée                  | compétition non disputée |
| 2015    | Atlético Voleibol Clube  | 3 – 0 (25-21, 25-17, 25-21)               | Porto Vólei 2014         |
| 2016    | Porto Vólei 2014         | 3 – 0 (25-21, 25-18, 25-20)               | Atlético Voleibol Clube  |
| 2017    | Leixões SC               | 3 – 1 (15-25, 25-18, 25-22, 25-22)        | Atlético Voleibol Clube  |
| 2018    | Leixões SC               | 3 – 0 (25-15, 25-10, 25-12)               | Porto Vólei 2014         |
| 2019    | AJM FC Porto             | 3 – 2 (27-29, 23-25, 25-17, 25-16, 15-6)  | Leixões SC               |
| 2020    | AJM FC Porto             | 3 – 0 (25-17, 25-12, 25-15)               | Porto Vólei 2014         |
| 2021    | AJM FC Porto             | 3 – 0 (25-21, 25-20, 25-13)               | Leixões SC               |
| 2022    | AJM FC Porto             | 3 – 2 (25-21, 24-26, 16-25, 32-30, 15-12) | Leixões SC               |

## Bilan par club
| Club                    | Titres | Ville           | Année                              |
| ----------------------- | ------ | --------------- | ---------------------------------- |
| Castelo Maia GC         | 6      | Maia            | 1995, 1996, 1997, 1998, 1999, 2000 |
| Leixões SC              | 4      | Matosinhos      | 1989, 1992, 2017, 2018             |
| AJM FC Porto            | 4      | Porto           | 2019, 2020, 2021, 2022             |
| Boavista FC             | 3      | Porto           | 1993, 1994, 2001                   |
| CR Estrelas Avenida     | 2      | Lisbonne        | 1990, 1991                         |
| Atlético Voleibol Clube | 1      | V. N. Famalicão | 2015                               |
| Porto Vólei 2014        | 1      | Porto           | 2016                               |